# Озбек, Барыш
Барыш Озбек (нем. и тур. Barış Özbek; род. 14 сентября 1986, Кастроп-Рауксель, Северный Рейн-Вестфалия) — турецкий и немецкий футболист.

## Карьера
Начал свою футбольную карьеру в академии клуба БГ Шверин, после чего в 2003 году перебрался в академию клуба ТуС Хордел. В 2004 году перебрался в академию эссенского клуба Региональной лиги Германии «Рот-Вайсс». После чего в 2005 дебютировал за основную команду. В дебютном сезоне 2005/06 Барыш отыграл 13 матчей, а уже в сезоне 2006-07 сыграл 26 матчей и забил гол. В том же 2007 его пригласили на историческую родину в Турцию в «Галатасарай». В первом сезоне отыграл 38 матчей, забил 3 мяча, стал чемпионом Турецкой суперлиги и помог завоевать Суперкубок Турции. Дебютировал же 12 августа 2007 года в матче против «Чайкур Ризеспора», где вышел в основном составе и был заменен на 83 минуте. В сезоне 2008/09 сыграл 28 матчей, забил 3 мяча, получил 3 предупреждения.

## Карьера в сборной
Этот игрок вызывался в сборною Германии до 21 года в течение 18 раз. Барыш произвел на менеджеров впечатление его скоростью и его способностью прессинговать противников. Эти качества послужили ему в основном составе «Галатасарая» и сборной Германии. Дебютировал он в сборной 23 марта против молодёжной сборной Австрии, Барыш вышел на замену на 68 минуте, Германия взяла верх 5:2. Также игрок призывался на отборочный турнир Евро 09 среди молодёжи, где сыграл 6 матчей и забил 2 мяча.

## Достижения
«Галатасарай»
- Чемпион Турции: 2007/08
- Обладатель Суперкубка Турции: 2008